# John Scalzi
Pour les articles homonymes, voir Scalzi.
Œuvres principales
- Le Vieil Homme et la Guerre
- Redshirts : Au mépris du danger
- L'Effondrement de l'empire
- La Société protectrice des Kaijus

John Scalzi, né le 10 mai 1969 à Fairfield, en Californie, États-Unis, est un écrivain américain de science-fiction, vulgarisateur et acteur éminent de la blogosphère (il a reçu en 2008 un prix Hugo pour son blog, Whatever).

## Biographie
John Scalzi est né le 10 mai 1969 à Fairfield, en Californie, État dans lequel il a passé la plupart de son enfance. Après ses années de lycée au Webb School of California, il s'inscrit à l'université de Chicago, où il participe notamment au journal étudiant The Chicago Maroon tout en suivant des études de philosophie et des cours d'écriture. En 1991, son premier travail consiste à rédiger des critiques de films pour le quotidien The Fresno Bee. C'est d'ailleurs à Fresno qu'il rencontre celle avec qui il partage actuellement sa vie, Kristine Ann Blauser. Ils se sont mariés en 1995.
De 1996 à 1998, il travaille chez America Online. En 1998, il se lance comme écrivain free-lance et commence en septembre son blog Whatever, qui recevra un Prix Hugo dix ans plus tard. La même année, naît sa fille Athena. En 2001, sa famille et lui emménagent à Bradford, une petite ville de l'Ohio, où il habite toujours.
John Scalzi acquiert rapidement une reconnaissance dans le milieu de la science-fiction. Son premier roman, Le Vieil Homme et la Guerre, est publié en 2005. Dès l'année suivante, il reçoit une nomination pour le prix Hugo du meilleur roman. En 2010, il est élu président de la Science Fiction and Fantasy Writers of America, organisation littéraire qui décerne chaque année le prix Nebula. Son roman Redshirts : Au mépris du danger a obtenu le prix Hugo du meilleur roman 2013 et le prix Locus du meilleur roman de science-fiction 2013.
John Scalzi a notamment été engagé, en 2009, comme consultant pour la série télévisée Stargate Universe.
L'Effondrement de l'empire, premier tome d'une série prévue pour au moins deux livres, a obtenu le prix Locus du meilleur roman de science-fiction 2018.
Il reçoit le prix E. E. Smith Memorial 2023 pour sa contribution majeure à la science-fiction.

## Œuvres

### SérieLe Vieil Homme et la Guerre
Cette série est également connue sous le titre « John Perry »
1. Le Vieil Homme et la Guerre, L'Atalante, coll. « La Dentelle du cygne », 2007 ((en) Old Man's War, 2004)L'Atalante réédite le roman en 2024 en lui adjoignant la nouvelle Questions pour un soldat (Questions for a Soldier)
2. Les Brigades fantômes, L'Atalante, coll. « La Dentelle du cygne », 2007 ((en) The Ghost Brigades, 2006)L'Atalante réédite le roman en 2024 en lui adjoignant la nouvelle Journal de Sagan (The Sagan Diary)
3. La Dernière Colonie, L'Atalante, coll. « La Dentelle du cygne », 2008 ((en) The Last Colony, 2007)L'Atalante réédite le roman en 2025
4. Zoé, L'Atalante, coll. « La Dentelle du cygne », 2009 ((en) Zoe's Tale, 2008)L'Atalante réédite le roman en 2025 (à paraître le 18 septembre 2025)
5. Humanité divisée, L'Atalante, coll. « La Dentelle du cygne », 2014 ((en) The Human Division, 2013)
6. La Fin de tout, L'Atalante, coll. « La Dentelle du cygne », 2017 ((en) The End of All Things, 2015)

### SérieLes Enfermés
1. Les Enfermés, L'Atalante, coll. « La Dentelle du cygne », 2016 ((en) Lock In, 2014)Suivi de la nouvelle Libération - Une histoire orale du syndrome d'enfermement (Unlocked: An Oral History of Haden's Syndrome)
2. Prise de tête, L'Atalante, coll. « La Dentelle du cygne », 2018 ((en) Head On, 2018)

### SérieL'Interdépendance
1. L'Effondrement de l'empire, L'Atalante, coll. « La Dentelle du cygne », 2019 ((en) The Collapsing Empire, 2017)Prix Locus du meilleur roman de science-fiction 2018
2. Les Flammes de l'empire, L'Atalante, coll. « La Dentelle du cygne », 2020 ((en) The Consuming Fire, 2018)
3. La Dernière Emperox, L'Atalante, coll. « La Dentelle du cygne », 2021 ((en) The Last Emperox, 2020)

### Romans indépendants
- Imprésario du 3e type, L'Atalante, coll. « La Dentelle du cygne », 2011 ((en) Agent to the Stars, 2005)
- (en) The Android’s Dream, 2006
- Deus in machina, L'Atalante, coll. « La Dentelle du cygne », 2011 ((en) The God Engines, 2009)
- La Controverse de Zara XXIII, L'Atalante, coll. « La Dentelle du cygne », 2018 ((en) Fuzzy Nation, 2011)
- Redshirts : Au mépris du danger, L'Atalante, coll. « La Dentelle du cygne », 2013 ((en) Redshirts, 2012)Prix Hugo du meilleur roman 2013 et prix Locus du meilleur roman de science-fiction 2013
- (en) The Dispatcher, 2016
- La Société protectrice des Kaijus, L'Atalante, coll. « La Dentelle du cygne », 2023 ((en) The Kaiju Preservation Society, 2022), trad. Mikael Cabon, 336 p.  (ISBN 979-10-360-0143-7)Prix Locus du meilleur roman de science-fiction 2023 et prix Alex 2023
- Superméchant débutant, L'Atalante, coll. « La Dentelle du cygne », 2024 ((en) Starter Villain, 2023), trad. Mikael Cabon, 320 p.  (ISBN 979-10-360-0177-2)
- Viser la lune, L'Atalante, coll. « La Dentelle du cygne », 2025 ((en) When the Moon Hits Your Eye, 2025), trad. Mikael Cabon, 432 p.  (ISBN 979-10-360-0239-7)À paraître le 18 septembre 2025

### Recueils de nouvelles
- (en) Miniatures: The Very Short Fiction of John Scalzi, 2016
- (en) A Very Scalzi Christmas, 2019